# Gouvernement Boluarte II
Pour les articles homonymes, voir Gouvernement Boluarte.
Boluarte I Boluarte III
Le gouvernement Boluarte II, ou également nommé gouvernement d'union nationale, est le gouvernement du Pérou du 21 décembre 2022 au 7 mars 2024.
Ce cabinet tient son nom de la présidente de la République Dina Boluarte, qui nomme Alberto Otárola à la présidence du Conseil des ministres.

## Contexte
Le 18 décembre à la télévision à l'occasion d'une interview pour América Televisión, la présidente Dina Boluarte a annoncé la destitution du président du Conseil des ministres Pedro Angulo lundi ou mardi, c'est-à-dire le 19 ou 20 décembre. Ainsi, Pedro Angulo semble être tenu responsable par la présidente de la situation de manifestations et violences qui ne faiblit pas dans le pays. Le mardi étant le jour ou le Congrès décide de re procéder à un vote quant à l'examen du projet de loi afin de convoquer des élections générales anticipées en décembre 2023.
L'annonce du second gouvernement intervient le 21 décembre, c'est-à-dire deux jours après que Dina Boluarte ait annoncée le remaniement et la nomination du nouveau Président du Conseil.
La veille, le mardi 20 décembre, le Congrès a adopté avec 93 voix pour (sur les 87 nécessaires) un projet de loi afin de convoquer des élections en avril 2024, contrairement à décembre 2023, comme prévu initialement. Dans le projet de loi également, il est prévu que les mandats de la présidente et des parlementaires prennent fin en juillet 2024. L'adoption du projet de loi doit être validé lors d'un second vote dans la prochaine session de la législature en 2023.

## Historique

### Formation
La nomination d'Alberto Otárola comme président du Conseil confirme les différentes rumeurs propagées par les médias le 9 décembre, la veille de l'annonce du premier gouvernement, que Dina Boluarte souhaitait Otárola comme président du Conseil.
La veille, le 20 décembre, Alberto Otárola n'avait pas souhaité répondre si ce dernier avait accepté d'être nommé ou non, et niant également avoir agi comme président du Conseil au sein du précédent gouvernement.
Par rapport au premier gouvernement, la composition reste inchangée sauf les deux ministres démissionnaires (Éducation et Culture), ainsi que le remplacement d'Otárola à la Défense et un remaniement au portefeuille de l'Intérieur.
Comme le premier gouvernement, le gouvernement est quasiment paritaire avec 9 femmes et 10 hommes.

### Vote de confiance
| Président du Conseil des ministres                                                                    | Gouvernement                              | Date du vote |    |    |    |    |   |   | PD |   |   |   |   |   | NI | Total |
| --- | ----------------------------------------- | ------------ | -- | -- | -- | -- | - | - | -- | - | - | - | - | - | -- | ----- |
| Alberto Otárola (Parti nationaliste péruvien)                                                         | 10 janvier 2023 Majorité requise : simple | Oui          |    | 23 | 13 | 10 | 8 | 8 |    | 1 |   |   | 5 | 1 | 4  | 73    |
| Alberto Otárola (Parti nationaliste péruvien)                                                         | 10 janvier 2023 Majorité requise : simple | Non          | 15 |    |    |    |   |   | 5  | 5 | 5 | 5 |   | 4 | 4  | 43    |
| Alberto Otárola (Parti nationaliste péruvien)                                                         | 10 janvier 2023 Majorité requise : simple | Abstention   |    |    |    |    |   |   |    | 2 | 1 |   |   | 1 | 2  | 6     |
| Notes : - Le président du Congrès, José Williams, ne prend pas part au vote. - 8 députés sont absents |                                           |              |    |    |    |    |   |   |    |   |   |   |   |   |    |       |

### Évolution
En protestation contre une répression de plus en plus violente, alors que la présidente exclut de nouveau de démissionner, trois autres membres du gouvernement démissionnent début janvier 2023 : le ministre du Travail, Eduardo Garcia, celui de l'Intérieur, Victor Rojas, et la ministre de la Femme et des Populations vulnérables, Grecia Rojas.

### Démission
Le 5 mars 2024, Alberto Otárola annonce sa démission, soupçonné de trafic d'influence après la révélation d'enregistrements audios dans la presse.

## Composition

### Initiale (21 décembre 2022)
Par rapport au gouvernement Boluarte I, les nouveaux ministres sont indiqués en gras et ceux ayant changé d'attribution en italique.
| Image                 | Fonction                                                        | Nom | Nom                    | Parti                |
| --------------------- | --------------------------------------------------------------- | --- | ---------------------- | -------------------- |
|                       | Présidente de la République                                     |     | Dina Boluarte          | Indép.               |
| Conseil des ministres |                                                                 |     |                        |                      |
|                       | Président du Conseil des ministres                              |     | Alberto Otárola        | PNP                  |
|                       | Ministre des Affaires étrangères                                |     | Ana Gervasi            | Indép.               |
|                       | Ministre de la Défense                                          |     | Jorge Chávez Cresta    | Indép.               |
|                       | Ministre de l'Économie et des Finances                          |     | Alex Contreras         | Indép.               |
|                       | Ministre de l’Intérieur                                         |     | Víctor Rojas           | Indép.               |
|                       | Ministre de la Justice et des Droits de l'homme                 |     | José Tello             | PPC                  |
|                       | Ministre de l’Éducation                                         |     | Óscar Becerra          | Indép.               |
|                       | Ministre de la Santé                                            |     | Rosa Gutiérrez         | Perú Primero         |
|                       | Ministre du Développement agraire et de l'Irrigation            |     | Nelly Paredes          | Indép.               |
|                       | Ministre du Travail et de la Promotion de l'emploi              |     | Eduardo García         | Indép.               |
|                       | Ministre de la Production                                       |     | Sandra Belaunde        | Indép.               |
|                       | Ministre du Commerce extérieur et du Tourisme                   |     | Luis Elguero           | Indép.               |
|                       | Ministre de l'Énergie et des Mines                              |     | Oscar Vera             | Indép.               |
|                       | Ministre des Transports et des Communications                   |     | Paola Lazarte          | Indép.               |
|                       | Ministre du Logement, de la Construction et de l'Assainissement |     | Hania Pérez de Cuéllar | Indép.               |
|                       | Ministre de la Femme et des Populations vulnérables             |     | Grecia Rojas           | Indép.               |
|                       | Ministre de l'Environnement                                     |     | Albina Ruiz            | Indép.               |
|                       | Ministre de la Culture                                          |     | Leslie Urteaga         | Indép.               |
|                       | Ministre du Développement et de l'Inclusion sociale             |     | Julio Demartini        | Chim Pum Callao (es) |

### Remaniement du 13 janvier 2023
Les nouveaux ministres sont indiqués en gras et ceux ayant changé d'attribution en italique.
| Image                 | Fonction                                                        | Nom | Nom                                   | Parti                |
| --------------------- | --------------------------------------------------------------- | --- | ------------------------------------- | -------------------- |
|                       | Présidente de la République                                     |     | Dina Boluarte                         | Indép.               |
| Conseil des ministres |                                                                 |     |                                       |                      |
|                       | Président du Conseil des ministres                              |     | Alberto Otárola                       | PNP                  |
|                       | Ministre des Affaires étrangères                                |     | Ana Gervasi                           | Indép.               |
|                       | Ministre de la Défense                                          |     | Jorge Chávez Cresta                   | Indép.               |
|                       | Ministre de l'Économie et des Finances                          |     | Alex Contreras                        | Indép.               |
|                       | Ministre de l’Intérieur                                         |     | Vicente Romero Fernández              | Indép.               |
|                       | Ministre de la Justice et des Droits de l'homme                 |     | José Tello                            | PPC                  |
|                       | Ministre de l’Éducation                                         |     | Óscar Becerra                         | Indép.               |
|                       | Ministre de la Santé                                            |     | Rosa Gutiérrez                        | Perú Primero         |
|                       | Ministre du Développement agraire et de l'Irrigation            |     | Nelly Paredes                         | Indép.               |
|                       | Ministre du Travail et de la Promotion de l'emploi              |     | Luis Adrianzén Ojeda                  | Indép.               |
|                       | Ministre de la Production                                       |     | Sandra Belaunde (jusqu'au 29/01/2023) | Indép.               |
|                       | Ministre de la Production                                       |     | Raúl Pérez-Reyes                      | Indép.               |
|                       | Ministre du Commerce extérieur et du Tourisme                   |     | Luis Elguero                          | Indép.               |
|                       | Ministre de l'Énergie et des Mines                              |     | Oscar Vera                            | Indép.               |
|                       | Ministre des Transports et des Communications                   |     | Paola Lazarte                         | Indép.               |
|                       | Ministre du Logement, de la Construction et de l'Assainissement |     | Hania Pérez de Cuéllar                | Indép.               |
|                       | Ministre de la Femme et des Populations vulnérables             |     | Nancy Tolentino Gamarra               | Indép.               |
|                       | Ministre de l'Environnement                                     |     | Albina Ruiz                           | Indép.               |
|                       | Ministre de la Culture                                          |     | Leslie Urteaga                        | Indép.               |
|                       | Ministre du Développement et de l'Inclusion sociale             |     | Julio Demartini                       | Chim Pum Callao (es) |

### Remaniement du 23 avril 2023
Les nouveaux ministres sont indiqués en gras et ceux ayant changé d'attribution en italique.
| Image                                       | Fonction                                                        | Nom | Nom                                  | Parti                |
| ------------------------------------------- | --------------------------------------------------------------- | --- | ------------------------------------ | -------------------- |
|                                             | Présidente de la République                                     |     | Dina Boluarte                        | Indép.               |
| Conseil des ministres                       |                                                                 |     |                                      |                      |
|                                             | Président du Conseil des ministres                              |     | Alberto Otárola                      | PNP                  |
|                                             | Ministre des Affaires étrangères                                |     | Ana Gervasi                          | Indép.               |
|                                             | Ministre de la Défense                                          |     | Jorge Chávez Cresta                  | Indép.               |
|                                             | Ministre de l'Économie et des Finances                          |     | Alex Contreras                       | Indép.               |
|                                             | Ministre de l’Intérieur                                         |     | Vicente Romero Fernández             | Indép.               |
|                                             | Ministre de la Justice et des Droits de l'homme                 |     | Daniel Maurate                       |                      |
|                                             | Ministre de l’Éducation                                         |     | Óscar Becerra                        | Indép.               |
|                                             | Ministre de la Santé                                            |     | Rosa Gutiérrez (jusqu'au 15/06/2023) | Perú Primero         |
|                                             | Ministre de la Santé                                            |     | César Vásquez Sánchez                | APP                  |
|                                             | Ministre du Développement agraire et de l'Irrigation            |     | Nelly Paredes                        | Indép.               |
|                                             | Ministre du Travail et de la Promotion de l'emploi              |     | Antonio Varela Bohórquez             | Indép.               |
|                                             | Ministre de la Production                                       |     | Raúl Pérez-Reyes                     | Indép.               |
| [[Fichier::Juan Mathews Salazar.jpg\|80px]] | Ministre du Commerce extérieur et du Tourisme                   |     | Juan Carlos Mathews Salazar          | Indép.               |
|                                             | Ministre de l'Énergie et des Mines                              |     | Oscar Vera                           | Indép.               |
|                                             | Ministre des Transports et des Communications                   |     | Paola Lazarte                        | Indép.               |
|                                             | Ministre du Logement, de la Construction et de l'Assainissement |     | Hania Pérez de Cuéllar               | Indép.               |
|                                             | Ministre de la Femme et des Populations vulnérables             |     | Nancy Tolentino Gamarra              | Indép.               |
|                                             | Ministre de l'Environnement                                     |     | Albina Ruiz                          | Indép.               |
|                                             | Ministre de la Culture                                          |     | Leslie Urteaga                       | Indép.               |
|                                             | Ministre du Développement et de l'Inclusion sociale             |     | Julio Demartini                      | Chim Pum Callao (es) |

### Remaniement du 6 septembre 2023
| Image                                       | Fonction                                                        | Nom | Nom                                            | Parti                |
| ------------------------------------------- | --------------------------------------------------------------- | --- | ---------------------------------------------- | -------------------- |
|                                             | Présidente de la République                                     |     | Dina Boluarte                                  | Indép.               |
| Conseil des ministres                       |                                                                 |     |                                                |                      |
|                                             | Président du Conseil des ministres                              |     | Alberto Otárola                                | PNP                  |
|                                             | Ministre des Affaires étrangères                                |     | Ana Gervasi (jusqu'au 07/11/2023)              | Indép.               |
|                                             | Ministre des Affaires étrangères                                |     | Javier González-Olaechea                       | Indép.               |
|                                             | Ministre de la Défense                                          |     | Jorge Chávez Cresta                            | Indép.               |
|                                             | Ministre de l'Économie et des Finances                          |     | Alex Contreras                                 | Indép.               |
|                                             | Ministre de l’Intérieur                                         |     | Vicente Romero Fernández (jusqu'au 21/11/2023) | Indép.               |
|                                             | Ministre de l’Intérieur                                         |     | Víctor Torres Falcón                           | Indép.               |
|                                             | Ministre de la Justice et des Droits de l'homme                 |     | Eduardo Arana Ysa                              |                      |
|                                             | Ministre de l’Éducation                                         |     | Miriam Ponce Vértiz                            | Indép.               |
|                                             | Ministre de la Santé                                            |     | César Vásquez Sánchez                          | APP                  |
|                                             | Ministre du Développement agraire et de l'Irrigation            |     | Jennifer Contreras Álvarez                     | Indép.               |
|                                             | Ministre du Travail et de la Promotion de l'emploi              |     | Daniel Maurate                                 | Indép.               |
|                                             | Ministre de la Production                                       |     | Ana María Choquehuanca de Villanueva           | Indép.               |
| [[Fichier::Juan Mathews Salazar.jpg\|80px]] | Ministre du Commerce extérieur et du Tourisme                   |     | Juan Carlos Mathews Salazar                    | Indép.               |
|                                             | Ministre de l'Énergie et des Mines                              |     | Oscar Vera                                     | Indép.               |
|                                             | Ministre des Transports et des Communications                   |     | Raúl Pérez-Reyes                               | Indép.               |
|                                             | Ministre du Logement, de la Construction et de l'Assainissement |     | Hania Pérez de Cuéllar                         | Indép.               |
|                                             | Ministre de la Femme et des Populations vulnérables             |     | Nancy Tolentino Gamarra                        | Indép.               |
|                                             | Ministre de l'Environnement                                     |     | Albina Ruiz                                    | Indép.               |
|                                             | Ministre de la Culture                                          |     | Leslie Urteaga                                 | Indép.               |
|                                             | Ministre du Développement et de l'Inclusion sociale             |     | Julio Demartini                                | Chim Pum Callao (es) |

### Remaniement du 13 février 2024
| Image                                       | Fonction                                                        | Nom | Nom                                  | Parti                |
| ------------------------------------------- | --------------------------------------------------------------- | --- | ------------------------------------ | -------------------- |
|                                             | Présidente de la République                                     |     | Dina Boluarte                        | Indép.               |
| Conseil des ministres                       |                                                                 |     |                                      |                      |
|                                             | Président du Conseil des ministres                              |     | Alberto Otárola                      | PNP                  |
|                                             | Ministre des Affaires étrangères                                |     | Javier González-Olaechea             | Indép.               |
|                                             | Ministre de la Défense                                          |     | Walter Astudillo                     | Indép.               |
|                                             | Ministre de l'Économie et des Finances                          |     | José Arista Arbildo                  | Indép.               |
|                                             | Ministre de l’Intérieur                                         |     | Víctor Torres Falcón                 | Indép.               |
|                                             | Ministre de la Justice et des Droits de l'homme                 |     | Eduardo Arana Ysa                    |                      |
|                                             | Ministre de l’Éducation                                         |     | Miriam Ponce Vértiz                  | Indép.               |
|                                             | Ministre de la Santé                                            |     | César Vásquez Sánchez                | APP                  |
|                                             | Ministre du Développement agraire et de l'Irrigation            |     | Jennifer Contreras Álvarez           | Indép.               |
|                                             | Ministre du Travail et de la Promotion de l'emploi              |     | Daniel Maurate                       | Indép.               |
|                                             | Ministre de la Production                                       |     | Ana María Choquehuanca de Villanueva | Indép.               |
| [[Fichier::Juan Mathews Salazar.jpg\|80px]] | Ministre du Commerce extérieur et du Tourisme                   |     | Juan Carlos Mathews Salazar          | Indép.               |
|                                             | Ministre de l'Énergie et des Mines                              |     | Rómulo Mucho Mamani                  | Indép.               |
|                                             | Ministre des Transports et des Communications                   |     | Raúl Pérez-Reyes                     | Indép.               |
|                                             | Ministre du Logement, de la Construction et de l'Assainissement |     | Hania Pérez de Cuéllar               | Indép.               |
|                                             | Ministre de la Femme et des Populations vulnérables             |     | Nancy Tolentino Gamarra              | Indép.               |
|                                             | Ministre de l'Environnement                                     |     | Juan Castro Vargas                   | Indép.               |
|                                             | Ministre de la Culture                                          |     | Leslie Urteaga                       | Indép.               |
|                                             | Ministre du Développement et de l'Inclusion sociale             |     | Julio Demartini                      | Chim Pum Callao (es) |